# 奥里斯特
奥里斯特（法語：Orist，法語發音：[ɔʁist]）是法国朗德省的一个市镇，属于达克斯区。

## 地理
奥里斯特（43°38'26"N, 1°10'37"W）面积14.76 平方千米，位于法国新阿基坦大区朗德省，该省份为法国西南部沿海省份，是法國本土面积第二大的省，北起吉倫特省，西临大西洋，南至大西洋比利牛斯省，东临热尔省，东北与洛特-加龍省接壤。
与奥里斯特接壤的市镇（或旧市镇、城区）包括：若斯、佩镇、里维耶尔-萨斯和古尔比、圣艾蒂安多尔特、圣茹尔德马雷讷、圣隆莱米讷、索比斯、谢斯、拉讷港。
奥里斯特的时区为UTC+01:00、UTC+02:00（夏令时）。

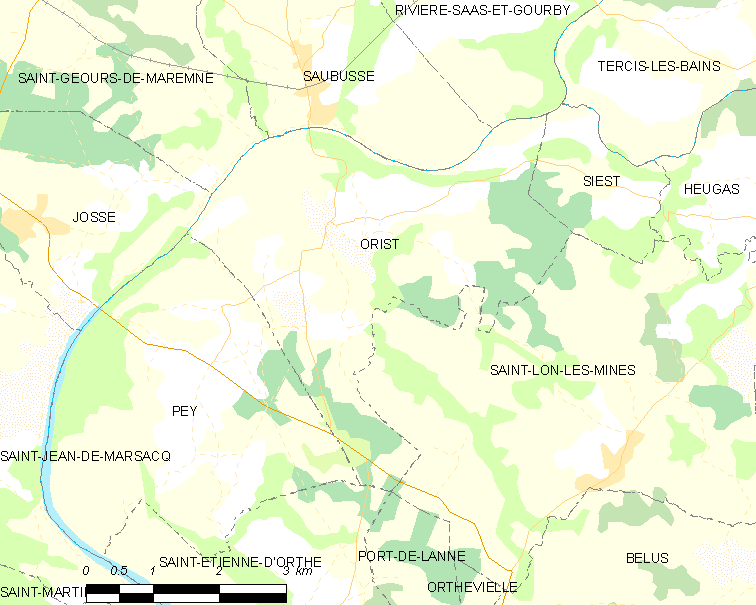
奥里斯特的OSM定位图

## 行政
奥里斯特的邮政编码为40300，INSEE市镇编码为40211。

## 政治
奥里斯特所属的省级选区为奥尔特-阿里冈县。

## 人口

1962-2008年间奥里斯特人口变化图示

奥里斯特于2022年1月1日时的人口数量为789人。